# Savigny-sur-Braye
 Savigny-sur-Braye  es una población y comuna francesa, en la región de Centro, departamento de Loir y Cher, en el distrito de Vendôme y cantón de Savigny-sur-Braye.

## Demografía
| 2282 | 2349 | 2212 | 2015 | 2043 | 2203 |
| Para los censos de 1962 a 1999 la población legal corresponde a la población sin duplicidades (Fuente: INSEE [Consultar]) |      |      |      |      |      |